# Vany
Pour les articles ayant des titres homophones, voir Vani et Vanni.
Pour les articles homonymes, voir Vany (homonymie).
Vany est une commune française située dans le département de la Moselle, en région Grand Est.

## Géographie
La commune est située à 6 kilomètres au nord-est de Metz. Elle est composée de deux villages : Vany et Villers l'Orme.

### Communes limitrophes
Les communes limitrophes sont Vantoux, Charly-Oradour, Chieulles, Failly, Mey, Nouilly et Saint-Julien-lès-Metz.
|                       | Charly-Oradour | Failly  |
| Chieulles             | Vany           |         |
| Saint-Julien-lès-Metz | Vantoux, Mey   | Nouilly |

### Hydrographie
La commune est située dans le bassin versant du Rhin au sein du bassin Rhin-Meuse. Elle est drainée par le ruisseau de Malroy.

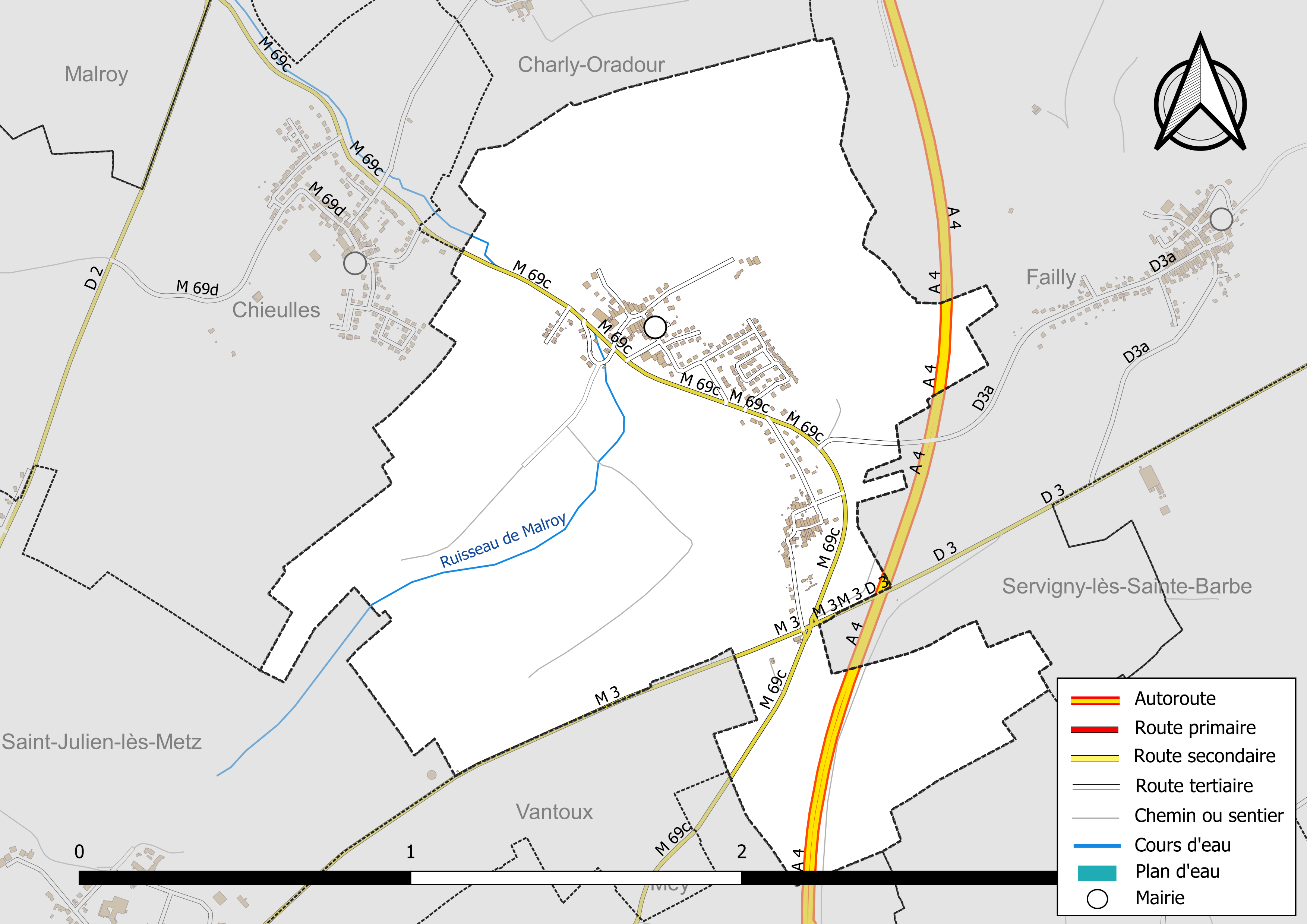
Réseaux hydrographique et routier de Vany.

### Climat
Pour des articles plus généraux, voir Climat du Grand Est et Climat de la Moselle.
En 2010, le climat de la commune est de type climat des marges montargnardes, selon une étude du Centre national de la recherche scientifique s'appuyant sur une série de données couvrant la période 1971-2000. En 2020, Météo-France publie une typologie des climats de la France métropolitaine dans laquelle la commune est exposée à un climat semi-continental et est dans la région climatique  Lorraine, plateau de Langres, Morvan, caractérisée par un hiver rude (1,5 °C), des vents modérés et des brouillards fréquents en automne et hiver. 
Pour la période 1971-2000, la température annuelle moyenne est de 9,8 °C, avec une amplitude thermique annuelle de 16,9 °C. Le cumul annuel moyen de précipitations est de 761 mm, avec 11,9 jours de précipitations en janvier et 9,2 jours en juillet. Pour la période 1991-2020, la température moyenne annuelle observée sur la station météorologique de Météo-France la plus proche, « Malancourt », sur la commune d'Amnéville à 14 km à vol d'oiseau, est de 10,2 °C et le cumul annuel moyen de précipitations est de 884,1 mm. 
La température maximale relevée sur cette station est de 39,3 °C, atteinte le 25 juillet 2019 ; la température minimale est de −17,9 °C, atteinte le 5 janvier 1985,,. 
Les paramètres climatiques de la commune ont été estimés pour le milieu du siècle (2041-2070) selon différents scénarios d'émission de gaz à effet de serre à partir des nouvelles projections climatiques de référence DRIAS-2020. Ils sont consultables sur un site dédié publié par Météo-France en novembre 2022.

## Urbanisme

### Typologie
Au 1er janvier 2024, Vany est catégorisée commune rurale à habitat dispersé, selon la nouvelle grille communale de densité à sept niveaux définie par l'Insee en 2022.
Elle est située hors unité urbaine. Par ailleurs la commune fait partie de l'aire d'attraction de Metz, dont elle est une commune de la couronne,. Cette aire, qui regroupe 245 communes, est catégorisée dans les aires de 200 000 à moins de 700 000 habitants,.

### Occupation des sols
L'occupation des sols de la commune, telle qu'elle ressort de la base de données européenne d’occupation biophysique des sols Corine Land Cover (CLC), est marquée par l'importance des territoires agricoles (88,3 % en 2018), en diminution par rapport à 1990 (90 %). La répartition détaillée en 2018 est la suivante : 
terres arables (80,3 %), zones urbanisées (10,7 %), prairies (8 %), forêts (0,9 %). L'évolution de l’occupation des sols de la commune et de ses infrastructures peut être observée sur les différentes représentations cartographiques du territoire : la carte de Cassini (XVIIIe siècle), la carte d'état-major (1820-1866) et les cartes ou photos aériennes de l'IGN pour la période actuelle (1950 à aujourd'hui).

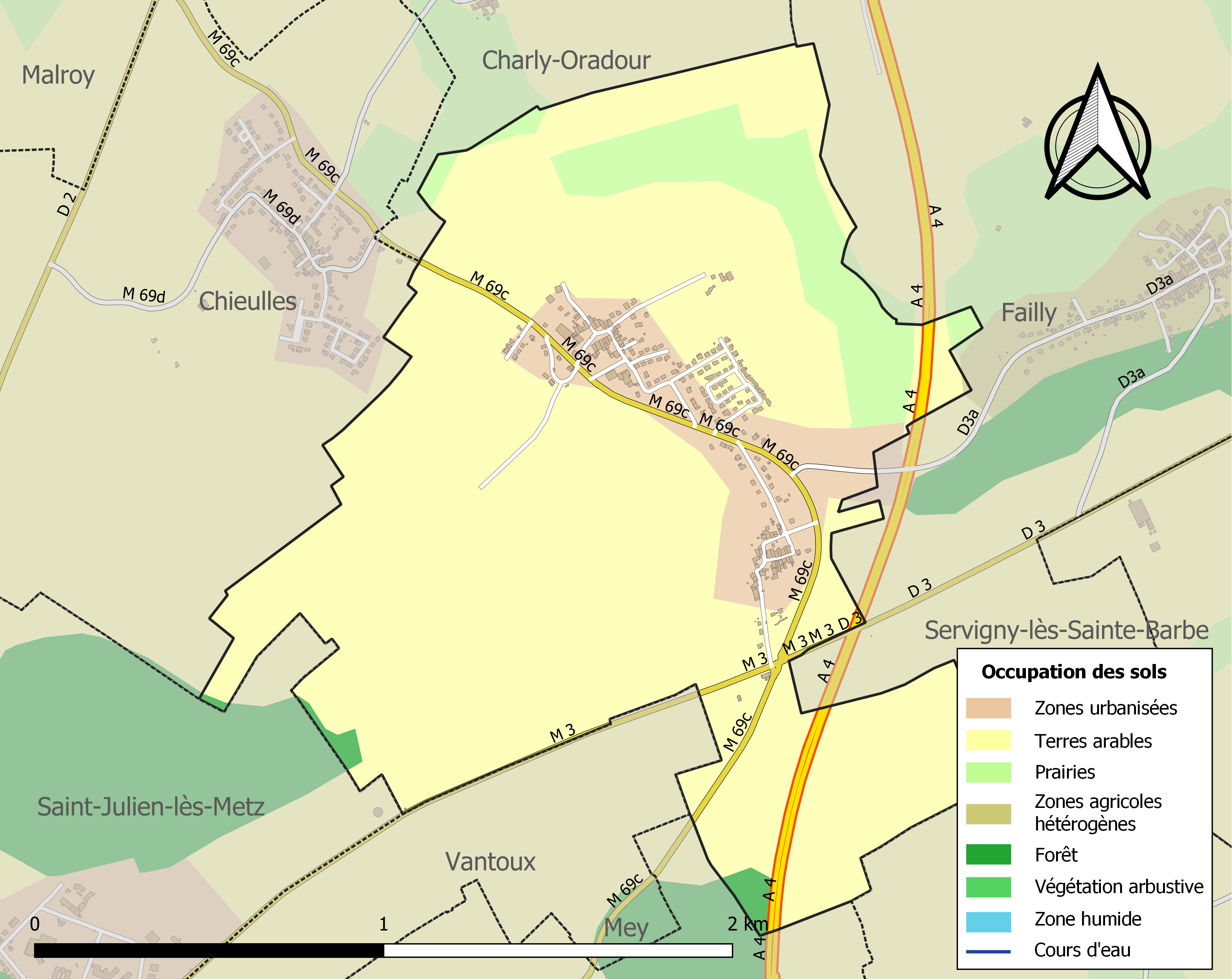
Carte des infrastructures et de l'occupation des sols de la commune en 2018 (CLC).

## Toponymie

### Vany
Vainey (1300) ; Vernay (1331) ; Varney (1429) ; Vairnay (1464) ; Vainey (1608) ; Vagny (1756) ; Vanny (1781).

### Villers l'Orme
Villare (1178) ; Viliers (1181) ; Vilers, Velers, Villare (1192) ; Villers-à-l’Orme (1313) ; Villiers-à-l’Orme (1353) ; Villeir-à-l’Orme (1365) ; Viller-l’Orme (1428) ; Willers-à-l’Orme (1495) ; Villez-l’Orme (1510).

## Histoire
- Dépendait de l'ancien Haut Chemin du Pays messin, siège d'une seigneurie.
- Le 23 septembre 1870, le combat de Vany opposa le 60e régiment d'infanterie aux troupes prussiennes lors d'une sortie des troupes françaises de Metz vers Rupigny.
- Villers l'Orme (Ulmenweiler) est réuni à Vany en 1819.
- La commune possédait également pour annexe l’écart de Augny-sous-Grimont aujourd’hui disparu.
- Le lieu-dit La Salette dépend de cette commune.

## Politique et administration
| Période                                  | Période   | Identité               | Étiquette | Qualité |
| ---------------------------------------- | --------- | ---------------------- | --------- | ------- |
| mars 1995                                | mars 2001 | Claude Pallez          |           |         |
| mars 2001                                | mars 2008 | Robert Dieudonné       |           |         |
| mars 2008                                | mars 2014 | Marie-Claire Dellinger |           |         |
| mars 2014                                | mai 2020  | Claude Lang            |           |         |
| mai 2020                                 | En cours  | Vincent Dieudonné      |           |         |
| Les données manquantes sont à compléter. |           |                        |           |         |

## Démographie
L'évolution du nombre d'habitants est connue à travers les recensements de la population effectués dans la commune depuis 1793. Pour les communes de moins de 10 000 habitants, une enquête de recensement portant sur toute la population est réalisée tous les cinq ans, les populations de référence des années intermédiaires étant quant à elles estimées par interpolation ou extrapolation. Pour la commune, le premier recensement exhaustif entrant dans le cadre du nouveau dispositif a été réalisé en 2005.

En 2022, la commune comptait 473 habitants, en évolution de +21,28 % par rapport à 2016 (Moselle : +0,52 %, France hors Mayotte : +2,11 %).
| 1793 | 1800 | 1806 | 1821 | 1836 | 1841 | 1861 | 1866 | 1871 |
| ---- | ---- | ---- | ---- | ---- | ---- | ---- | ---- | ---- |
| 131  | 125  | 124  | 95   | 232  | 223  | 216  | 190  | 173  |

| 1875 | 1880 | 1885 | 1890 | 1895 | 1900 | 1905 | 1910 | 1921 |
| ---- | ---- | ---- | ---- | ---- | ---- | ---- | ---- | ---- |
| 181  | 178  | 180  | 177  | 146  | 151  | 193  | 165  | 146  |

| 1926 | 1931 | 1936 | 1946 | 1954 | 1962 | 1968 | 1975 | 1982 |
| ---- | ---- | ---- | ---- | ---- | ---- | ---- | ---- | ---- |
| 139  | 131  | 118  | 99   | 148  | 157  | 203  | 255  | 280  |

| 1990 | 1999 | 2005 | 2006 | 2010 | 2015 | 2020 | 2022 | - |
| ---- | ---- | ---- | ---- | ---- | ---- | ---- | ---- | - |
| 260  | 244  | 332  | 338  | 332  | 350  | 452  | 473  | - |

## Culture locale et patrimoine

### Lieux et monuments

#### Vany
- château, inscription en façade « Je fus bâti en l'an 1824 par les soins de Jean Trudon-Delattre et de Marie Anne Grosse son épouse » ;
- linteau de porte avec des outils de vigneron gravés ;
- linteau de porte avec niche ;
- lavoir de 1852 ;
- pigeonnier ;
- vieille maison avec ses piliers et bétailles contre la façade.

#### Villers-l'Orme
- la croix de Louve, érigée en 1445 (MH), démolie en 1940 puis restaurée en 1981 par les communes de Vany et Vantoux.
- ancienne chapelle du Saint-Esprit, au milieu du village, construite en 1181, elle était la possession des moines de Saint-Vincent depuis 1140 ; portail roman, une travée à voûtes basses date du XVe siècle, restaurations XVIe siècle à l'intérieur, tribune du XIXe siècle, le mur extérieur est percé d'une baie légèrement tréfée de style gothique ;
- chapelle néo-romane Notre-Dame de La Salette, bénie en 1868 par l’évêque de Metz ; à l’entrée une statue de Notre-Dame de La Salette ;
- gargouille ;
- autel du Centenaire, 1846-1946, il porte l'inscription « La ville de Metz et la Lorraine libérées en hommage à Notre-Dame de la Salette » ;
- calvaire dédié à l'abbé Haro (1871-1911) et l'abbé Anatole Basselin (1852-1926), porte l'inscription « O-CRUX-AVE SPES-UNICA », y sont sculptés les éléments de la crucifixion ;
- vierge en pleurs sous un abri de vitraux ;
- maison de 1850 ;
- autel en souvenir de Fatima devant lequel les Portugais viennent se recueillir et prier.

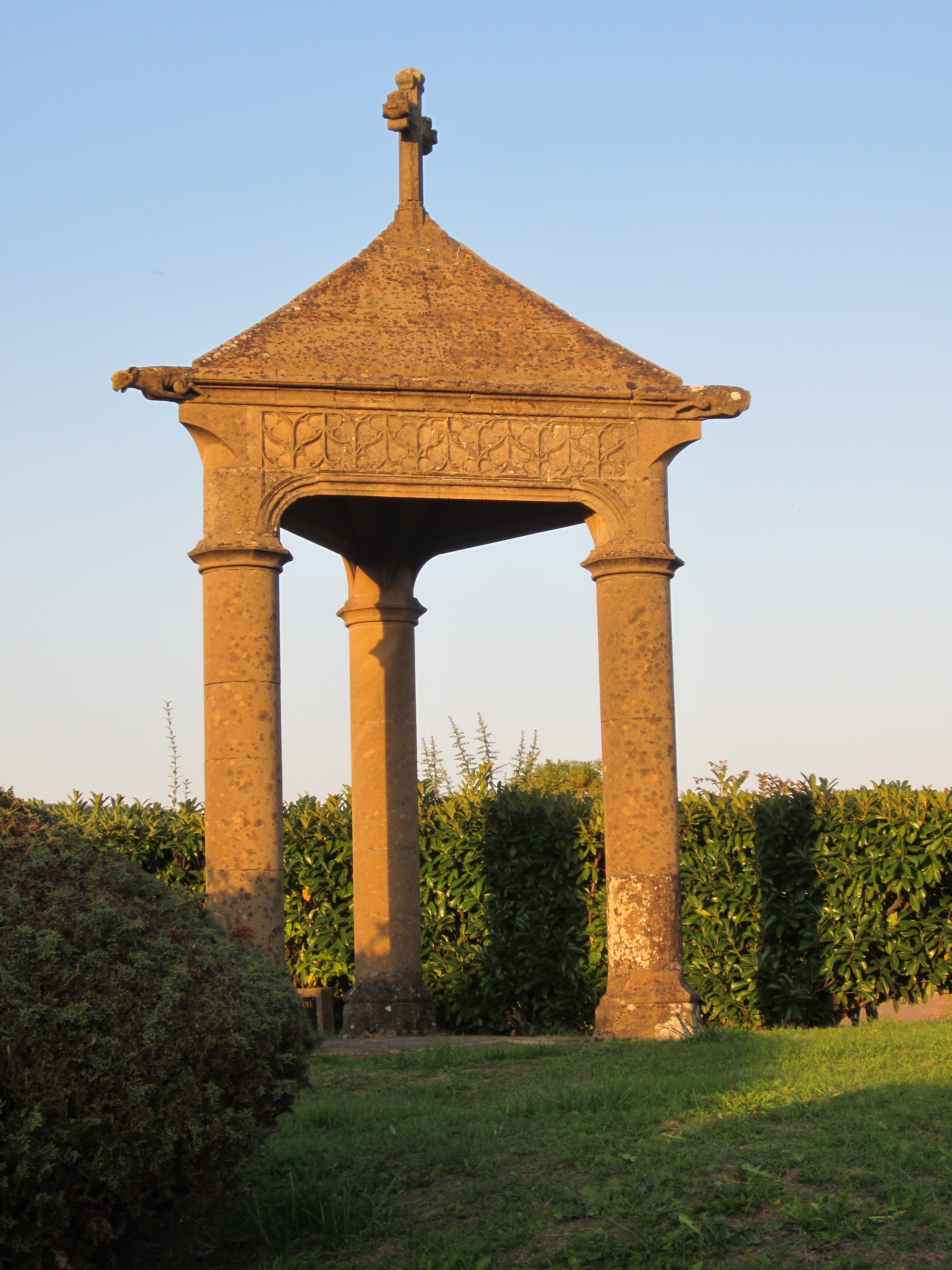
La croix de Louve.
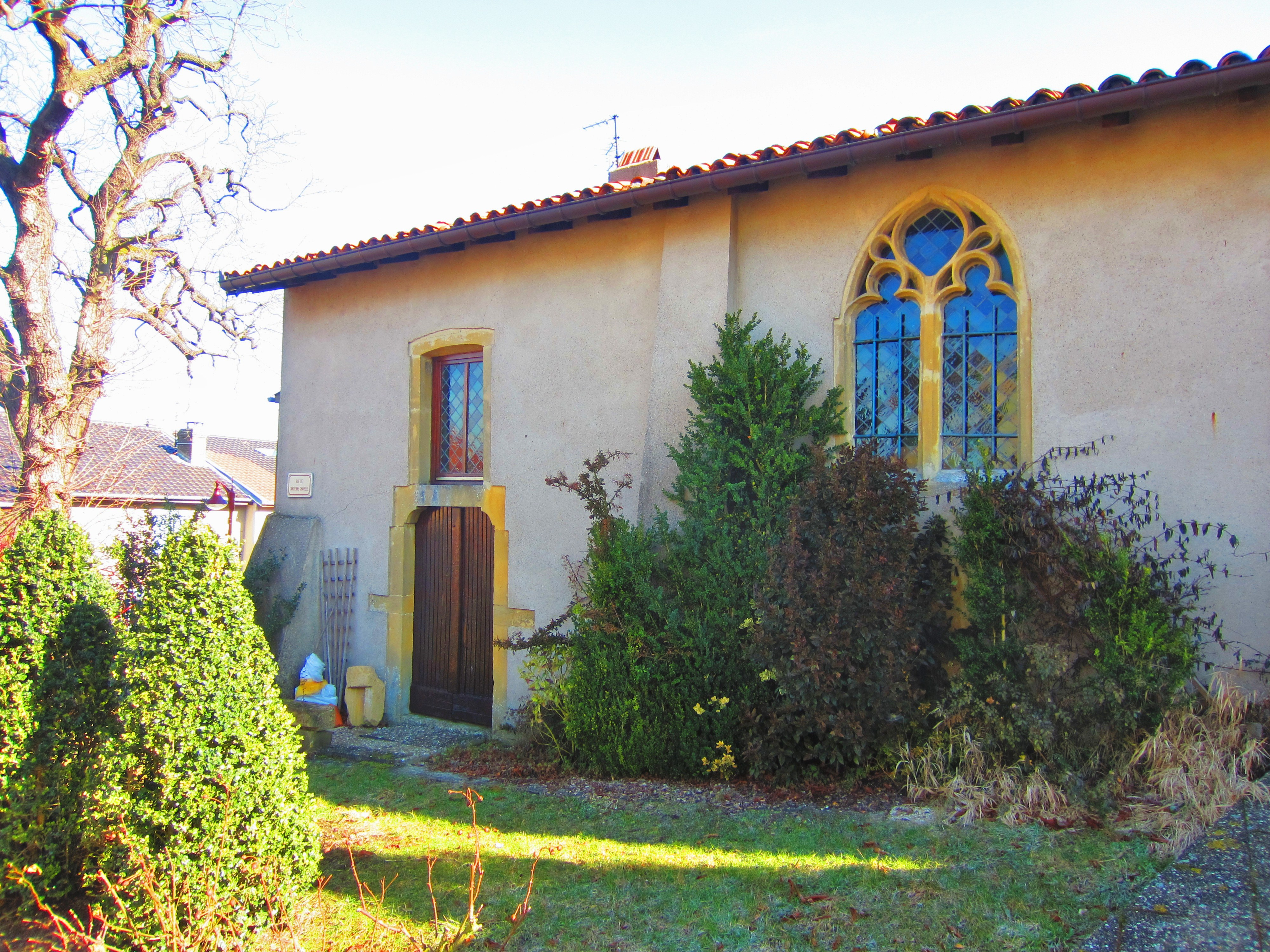
Ancienne chapelle du Saint-Esprit.
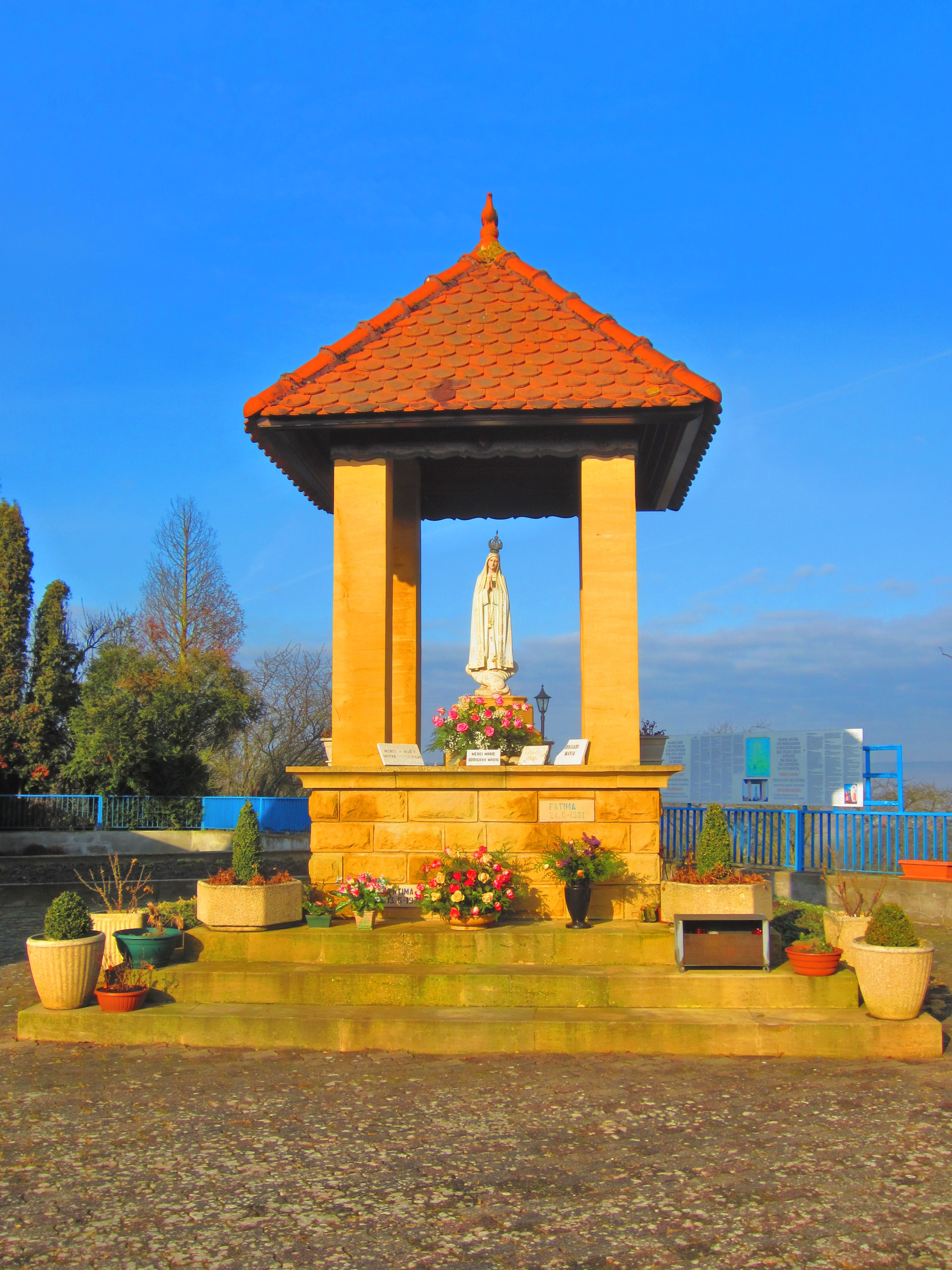
Autel en souvenir de Fatima.
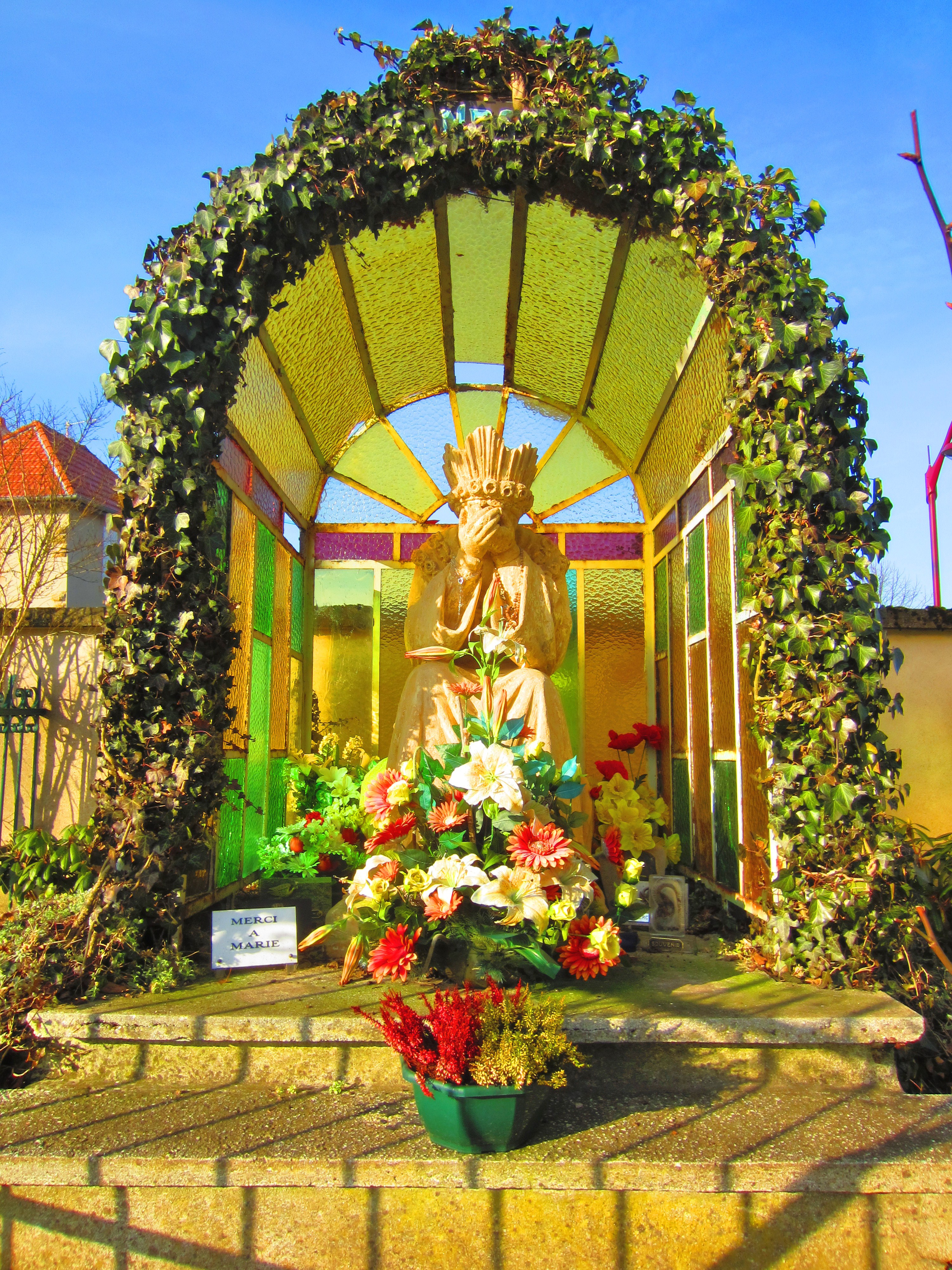
Vierge en pleurs.

### Personnalités liées à la commune
- Carl Julius Bernhard Börner, chef de la station viticole d'Ulmenweiler.

### Héraldique
| Blason de Vany | Blason  | De gueules à la croix de Malte d'argent, accompagnée de trois besants d'or. |
| Blason de Vany | Détails | Ce sont les armes de la famille de Mitry, membre des paraiges messins, qui possédaient Vany et Villers-l’Orme. La croix de Malte évoque les chevaliers de Saint-Jean de Jérusalem qui étaient seigneurs d'Augny-sous-Grimont. Le statut officiel du blason reste à déterminer. |